# 上伝馬町
上伝馬町（かみでんまちょう）は、愛知県豊橋市の地名。

## 地理
豊橋市中央部に位置する。東は関屋町、西は松葉町3丁目、南は新本町・萱町、北は湊町に接する。

### 通学区域
|      | 小学校             | 中学校             | 高等学校 |
| ---- | ------------------ | ------------------ | -------- |
| 全域 | 豊橋市立松葉小学校 | 豊橋市立豊城中学校 | 三河学区 |

## 歴史
江戸期は吉田城下24町の1つであった。城下町の南西に位置し、北は天王町、東は東町に接していた。

### 町名の由来
吉田宿の伝馬役を務めていたことによる。

### 人口の変遷
国勢調査による人口および世帯数の推移。
| 1995年（平成7年）  | 157世帯 351人 |  |
| 2000年（平成12年） | 177世帯 368人 |  |
| 2005年（平成17年） | 154世帯 343人 |  |
| 2010年（平成22年） | 197世帯 365人 |  |
| 2015年（平成27年） | 162世帯 312人 |  |

### 沿革
- 1878年（明治11年）12月28日 - 天王町を編入[2][3]。
- 1889年（明治22年）10月1日 - 町村制施行に伴い、渥美郡豊橋町の一部となる[4]。
- 1895年（明治28年）11月25日 - 豊橋町の一部より、大字上伝馬が成立[5]。
- 1906年（明治39年）8月1日 - 市制施行に伴い、豊橋市大字上伝馬となる[6]。
- 1926年（大正15年）2月5日 - 上伝馬町に改称[6]。
- 1958年（昭和33年）9月12日 - 松葉町・本町・関屋町・湊町の各一部を編入、一部が萱町・松葉町・大橋通・関屋町・湊町となる[2][7]。

## 交通
- 国道23号[1]

## 施設
- 佐野病院[1]

### WEB
1. ↑  “愛知県豊橋市の町丁・字一覧”.   人口統計ラボ. 2023年4月13日閲覧。
2. ↑  総務省統計局 (2017年1月27日). “平成27年国勢調査の調査結果(e-Stat) - 男女別人口及び世帯数 －町丁・字等” (CSV). 2021年7月21日閲覧。
3. ↑  “愛知県豊橋市の郵便番号一覧”.   日本郵便. 2023年4月13日閲覧。
4. ↑  “市外局番の一覧” (PDF).   総務省 (2022年3月1日). 2022年3月22日閲覧。
5. 1 2  豊橋市教育部学校教育課 (2024年4月1日). “校区早見表” (PDF).   豊橋市. 2025年6月26日閲覧。
6. ↑  総務省統計局 (2014年3月28日). “平成7年国勢調査の調査結果(e-Stat) - 男女別人口及び世帯数 －町丁・字等” (CSV). 2021年7月20日閲覧。
7. ↑  総務省統計局 (2014年5月30日). “平成12年国勢調査の調査結果(e-Stat) - 男女別人口及び世帯数 －町丁・字等” (CSV). 2021年7月20日閲覧。
8. ↑  総務省統計局 (2014年6月27日). “平成17年国勢調査の調査結果(e-Stat) - 男女別人口及び世帯数 －町丁・字等” (CSV). 2021年7月21日閲覧。
9. ↑  総務省統計局 (2012年1月20日). “平成22年国勢調査の調査結果(e-Stat) - 男女別人口及び世帯数 －町丁・字等” (CSV). 2021年7月21日閲覧。
10. ↑  総務省統計局 (2017年1月27日). “平成27年国勢調査の調査結果(e-Stat) - 男女別人口及び世帯数 －町丁・字等” (CSV). 2021年7月21日閲覧。

### 書籍
1. 1 2 3 4  「角川日本地名大辞典」編纂委員会 1989, p. 1786.
2. 1 2 3 4  「角川日本地名大辞典」編纂委員会 1989, p. 416.
3. ↑  吉川利明 1976, p. 21.
4. ↑  吉川利明 1976, p. 22.
5. ↑  吉川利明 1976, p. 23.
6. 1 2  吉川利明 1976, p. 24.
7. ↑  吉川利明 1976, p. 56.